# Copa de les Nacions UCI sub-23
La Copa de les Nacions UCI sub-23 és una competició ciclista que reuneix anualment les millors curses de formació limitades a ciclistes sub-23. Creada el 2007 per l'UCI, està reservada a equips nacionals. Hi puntuen curses que es troben dins dels circuits continentals de ciclisme.

## Curses
Curses que formen part de la Copa de les Nacions UCI sub-23.
| Curses                               | Anys a la competició |
| ------------------------------------ | -------------------- |
| Tour de l'Avenir                     | 2007-                |
| Tour de Flandes sub-23               | 2008-                |
| ZLM Tour                             | 2008-                |
| Campionats d'Àsia sub-23             | 2012-                |
| Campionats d'Europa sub-23           | 2012-                |
| Campionats Panamericans sub-23       | 2012-                |
| Gran Premi Priessnitz spa            | 2015-                |
| Gant-Wevelgem sub-23 - Kattekoers    | 2016-                |
| Campionats d'Oceania sub-23          | 2017-                |
| Gran Premi de Portugal               | 2007-2010            |
| Giro de les Regions                  | 2007-2008, 2010      |
| Lieja-Bastogne-Lieja sub-23          | 2007                 |
| Gran Premi Guillem Tell              | 2007                 |
| La Côte Picarde                      | 2007-2015            |
| Copa de les Nacions Vila de Saguenay | 2008-2013            |
| Toscana-Terra de ciclisme            | 2011-2012            |
| Campionats d'Àfrica sub-23           | 2012                 |
| Trofeu Almar                         | 2015-2016            |

- En color: curses que havien format part de la competició.

## Palmarès
| Any  | Vencedor  | Segon         | Tercer        |
| ---- | --------- | ------------- | ------------- |
| 2007 | Eslovènia | França        | Dinamarca     |
| 2008 | Portugal  | Itàlia        | França        |
| 2009 | França    | Alemanya      | Dinamarca     |
| 2010 | Eslovènia | Països Baixos | França        |
| 2011 | França    | Itàlia        | Dinamarca     |
| 2012 | França    | Bèlgica       | Itàlia        |
| 2013 | França    | Regne Unit    | Països Baixos |
| 2014 | Bèlgica   | França        | Rússia        |
| 2015 | Itàlia    | Noruega       | Dinamarca     |
| 2016 | França    | Noruega       | Itàlia        |
| 2017 | Dinamarca | Bèlgica       | França        |